# سیمون گالستیان
سیمون مسروپی گالستیان (ارمنی: Սիմոն Մեսրոպի Գալստյան؛ زاده ۷ مارس ۱۹۱۴ - درگذشته ۲۱ فوریهٔ ۲۰۰۰) نقاش اهل ارمنستان بود.

## زندگی‌نامه
وی در ۷ مارس ۱۹۱۴ در ایروان در به دنیا آمد و از کالج دولتی هنرهای زیبای پانوس ترلمزیان (۱۹۳۴) و آکادمی امپریال هنر سنت پترزبورگ فارغ‌التحصیل گشت. وی همچنین برنده جوایزی همچون نقاش شایسته ارمنستان شوروی شد. وی در ۲۱ فوریهٔ ۲۰۰۰ در سن ۸۵ سالگی در ایروان درگذشت.